# Omari
La cultura d'Omari rep el nom del seu descobridor l'egipci Amim al-Omari (1924) i fou excavada el 1925. No han quedat moltes restes. Es troben restes de cases de fang i branques, i objectes als forats. La ceràmica fou feta amb fang de la zona, les eines de pedra es concreten principalment a destrals i falses. Els enterraments eren en forats prop de casa, estan col·locats a l'esquerra amb el cap al sud i mirant a l'oest. Es va desenvolupar entre el 4600 i el 4400 aC